# Mullsjö
Mullsjö este o localitate din comuna Mullsjö, Jönköpings län, Suedia, cu o populație de 5.452 locuitori (2010).

## Demografie
| \| Evoluția demografică a zonei urbane Mullsjö, 1970–2015 \| Evoluția demografică a zonei urbane Mullsjö, 1970–2015 \| Evoluția demografică a zonei urbane Mullsjö, 1970–2015 \| Evoluția demografică a zonei urbane Mullsjö, 1970–2015 \| Evoluția demografică a zonei urbane Mullsjö, 1970–2015 \| \| --------------------------------------------------------------------------------------- \| ------------------------------------------------------ \| ------------------------------------------------------ \| ------------------------------------------------------ \| ------------------------------------------------------ \| \| An \| \| \| Locuitori \| \| \| 1970 \| 1970 \| \| 2.241 \| 2.241 \| \| 1975 \| 1975 \| \| 3.454 \| 3.454 \| \| 1980 \| 1980 \| \| 4.711 \| 4.711 \| \| 1990 \| 1990 \| \| 5.614 \| 5.614 \| \| 1995 \| 1995 \| \| 5.640 \| 5.640 \| \| 2000 \| 2000 \| \| 5.477 \| 5.477 \| \| 2005 \| 2005 \| \| 5.510 \| 5.510 \| \| 2010 \| 2010 \| \| 5.452 \| 5.452 \| \| 2015 \| 2015 \| \| 5.584 \| 5.584 \| \| Sursa: SCB - Statistika Centralbyrån, Folkmängden per tätort. Vart femte år 1960 - 2016 \| \| \| \| \| |      |  |           |       |
| Evoluția demografică a zonei urbane Mullsjö, 1970–2015 |      |  |           |       |
| An |      |  | Locuitori |       |
| 1970 | 1970 |  | 2.241     | 2.241 |
| 1975 | 1975 |  | 3.454     | 3.454 |
| 1980 | 1980 |  | 4.711     | 4.711 |
| 1990 | 1990 |  | 5.614     | 5.614 |
| 1995 | 1995 |  | 5.640     | 5.640 |
| 2000 | 2000 |  | 5.477     | 5.477 |
| 2005 | 2005 |  | 5.510     | 5.510 |
| 2010 | 2010 |  | 5.452     | 5.452 |
| 2015 | 2015 |  | 5.584     | 5.584 |
| Sursa: SCB - Statistika Centralbyrån, Folkmängden per tätort. Vart femte år 1960 - 2016 |      |  |           |       |